# Rotta
Rotta ist ein Ortsteil der Stadt Kemberg im Landkreis Wittenberg in Sachsen-Anhalt.

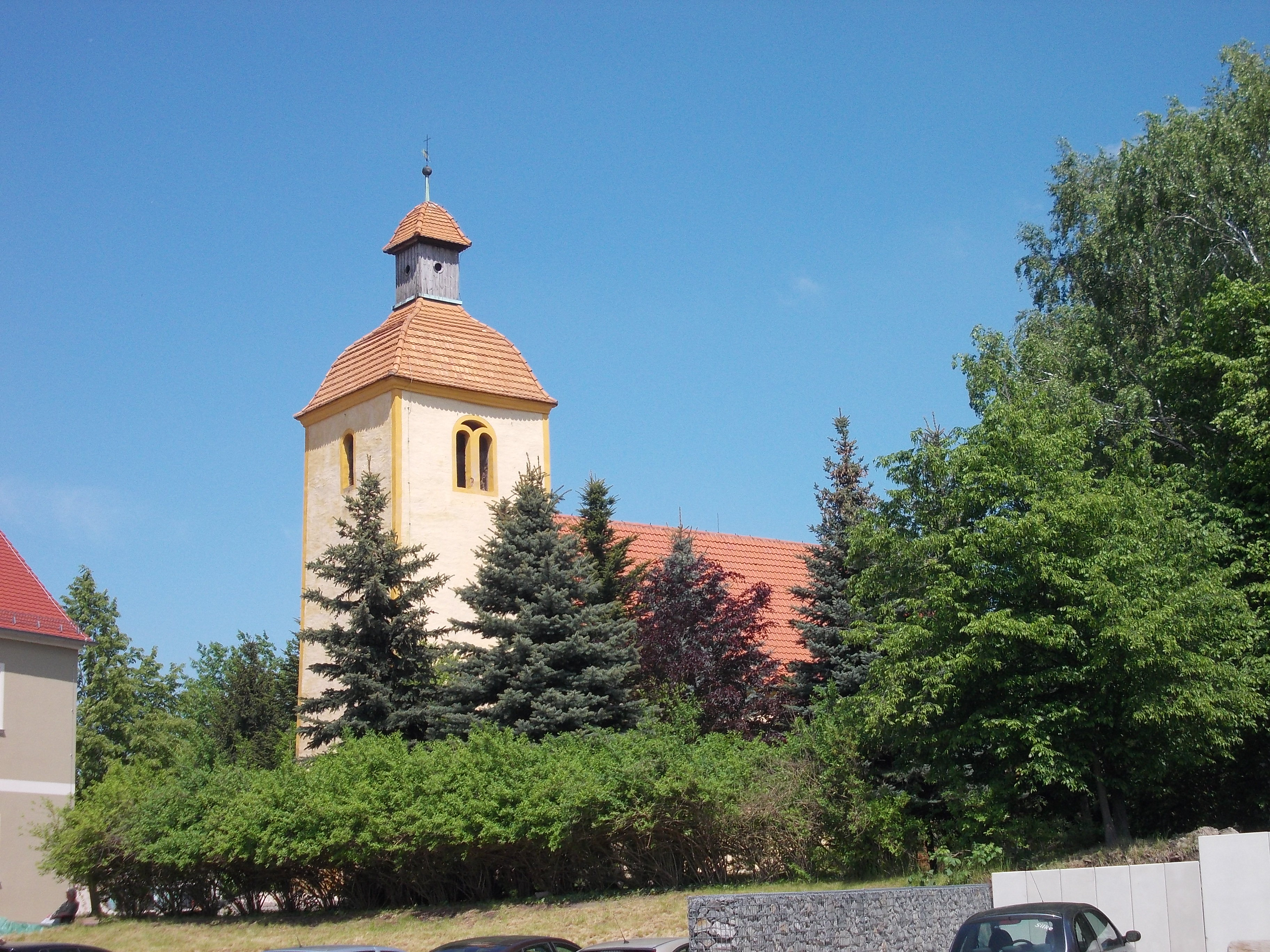
Kirche Rotta

## Geografie
Rotta liegt ca. 15 km südwestlich von Lutherstadt Wittenberg am Rande des Naturparks Dübener Heide. Als Ortsteil der ehemaligen Gemeinde waren Reuden, Gniest und Kolonie Gniest ausgewiesen.

## Geschichte
1323 wurde die Ortschaft erstmals urkundlich erwähnt.
Am 1. Juli 1950 wurden die bis dahin eigenständigen Gemeinden Gniest und Reuden eingegliedert.
Am 1. Januar 2010 wurde die bis dahin selbstständige Gemeinde Rotta zusammen mit den Gemeinden Dabrun, Eutzsch, Rackith, Radis, Schleesen, Selbitz, Uthausen und Wartenburg in die Stadt Kemberg eingemeindet. Gleichzeitig wurde die Verwaltungsgemeinschaft Kemberg, zu der Rotta gehörte, aufgelöst.

## Kultur und Sehenswürdigkeiten
Die Kirche St. Marien ist ein verputzter Rechtecksaalbau mit dreiseitigem Ostschluss. Beachtenswert sind die bemalte Felderdecke und die einheitliche barocke Ausstattung im Innern.

## Wirtschaft und Infrastruktur

### Verkehr
Zur Bundesstraße 2 und zur Bundesstraße 100 sind es ca. 2 km. Von 1903 bis 1951 existierte die Eisenbahnstrecke Bergwitz–Kemberg. Diese Strecke besaß einen Haltepunkt in Reuden.

### Sonstiges
Im Ortsteil Gniest befindet sich das Ferienlager „KiEZ Friedrichsee“.

## Persönlichkeiten
Im Ort wurde der bedeutende Sprachwissenschaftler Gottlieb Immanuel Dindorf (1755–1812) geboren.